# Lista de telenovelas da HBO Max
As telenovelas produzidas pela HBO Max estão relacionadas nesta lista, que apresenta: data de início, data do final, quantidade de capítulos e produtoras das telenovelas exibidas pelo serviço de streaming. Iniciada em janeiro de 2025, a primeira novela produzida pelo serviço de streaming foi Beleza Fatal.
Ainda recém-chegada no Brasil, a HBO Max já demonstrava interesse em entrar o mercado de novelas local, posicionando-se como concorrente direta das novelas exclusivas do Globoplay, plataforma de streaming da Globo. Em 2021, Mônica Albuquerque assumiu a recém criada área de séries e telenovelas da Warner Bros. Discovery, enquanto Silvio de Abreu foi contratado para o cargo de Supervisor de Novelas, cargo semelhante ao que ocupou na TV Globo.
Para sua primeira produção a Warner anunciou a contratação de Raphael Montes, escritor e roteirista de Bom Dia, Verônica, A Menina que Matou os Pais e O Menino que Matou Meus Pais. Em 8 de abril, foi anunciado que a novela se chamaria Segundas Intenções, inspirada pela vingança da protagonista. Em janeiro de 2023, no entanto, a trama foi oficialmente intitulada de Beleza Fatal. Em setembro de 2022, após adiamentos, a trama foi temporariamente cancelada devido a razão da fusão entre a Warner e a Discovery, porém Raphael continuou desenvolvendo-a e entregou todos os capítulos escritos a direção da Warner, que posteriormente aprovaria a retomada da produção da trama em 2023, após o término das gravações a estreia da trama como primeira telenovela original Max foi confirmada para 2025.
Em setembro de 2021, a Floresta Produções adquiriu os direitos autorais de Dona Beja, exibida na Rede Manchete em 1986, e considerada um dos maiores sucessos de audiência da história da emissora. António Barreira, autor português e ganhador do Emmy Internacional, ficou encarregado de assinar a versão baseando-se nos roteiros originais da obra de Wilson Aguiar Filho. A confirmação da adaptação foi anunciada pela HBO Max durante um painel na programação da Rio 2C, sem dar detalhes sobre a data de lançamento da trama. Em setembro de 2022, a trama foi temporariamente cancelada devido a razão é a fusão entre a Warner e a Discovery. No segundo semestre de 2023 a produção da trama foi oficialmente retomada, recebendo o título de Dona Beja, após diversos atrasos e polêmicas nos bastidores, a estreia da trama foi adiada para 2026, e será a segunda telenovela original HBO Max.

## Lista de telenovelas exibidas

### Década de 2020
| # | Título       | Início          | Término             | Cap. | Autoria                           | Direção                                           | Produção                                | Ref.   |
| - | ------------ | --------------- | ------------------- | ---- | --------------------------------- | ------------------------------------------------- | --------------------------------------- | ------ |
| 1 | Beleza Fatal | 27 de janeiro   | 21 de março de 2025 | 40   | Raphael Montes                    | Maria de Medicis                                  | Warner Bros. Discovery Coração da Selva | [ 10 ] |
| 2 | Dona Beja    | 2026 (previsão) |                     | 40   | António Barreira Daniel Berlinsky | Hugo de Sousa Antônio Karnewale Thiago Teitelroit | Floresta Produções                      | [ 11 ] |